# Farnace
Farnace (RV 711) é uma ópera em três atos do compositor veneziano Antonio Vivaldi (1678-1741) com libreto de Antonio Maria Lucchini (1690-1730). A obra teve sua estreia em 10 de fevereiro de 1727 no Teatro de Sant'Angelo, em Veneza. Uma nova versão foi apresentada no outono do mesmo ano, com modificações feitas pelo autor nos atos I e II. O manuscrito conservado na Biblioteca de Turim corresponde a essa segunda montagem.
Diversas outras óperas do século XVIII foram compostas com o mesmo nome a partir de libretos também diversos. A primeira estreou em 1703, no mesmo teatro Sant'Angelo, com música de Antonio Caldara (1671?-1736) e libreto de Lorenzo Morari. Outra ópera de mesmo nome, de autoria de Francesco Corselli (1705-1778), foi apresentada à corte de Madri em 1739, no Real Teatro do Bom Retiro.
A versão de Vivaldi para Farnace tem importância especial na carreira do compositor, pois marca seu retorno à cena operística de Veneza depois de um longo período de viagens. Durante sua ausência dos teatros venezianos, Vivaldi esteve em diversas cidades do Vêneto e nos Estados Papais acompanhando a performance de algumas de suas óperas como Ercule su'l Termodonte (1723) e Il Giustino (1724). A obra de Vivaldi obteve grande sucesso em seu tempo, inclusive em uma remontagem em Praga, em 1730. Nessa ocasião, a ópera foi reapresentada no teatro do conde Franz Anton von Sporck (1662-1738) incluindo cinco árias não compostas originalmente por Vivaldi. Outras reapresentações ocorreram em Pavia (maio de 1731), Mântua e Milão (1732), com arranjos feitos pelo próprio autor, Florença (1733), em versão original e Treviso (1737). Desde então, a Farnace de Vivaldi caiu no esquecimento até o final do século XX, período da redescoberta da produção lírica do autor, quando foi novamente encenada.
No outono do mesmo ano de 1727, estreou também outra ópera de Vivaldi, Orlando Furioso.

## Personagens e vozes originais
| Personagem | Voz                | Primeira apresentação - 1727                                |
| ---------- | ------------------ | ----------------------------------------------------------- |
| Farnace    | Contralto          | Maria Maddalena Pieri                                       |
| Tamiri     | Contralto          | Anna Maddalena Giraud, conhecida como "la (or Annina) Girò" |
| Berenice   | Contralto          | Angela Capuano Romana, conhecida como "la Capuanina"        |
| Pompeo     | Tenor              | Lorenzo Moretti                                             |
| Selinda    | Contralto          | Lucrezia Baldini                                            |
| Gilade     | Soprano castrato   | Filippo Finazzi                                             |
| Aquilio    | Contralto castrato | Domenico Giuseppe Galletti                                  |

## Sinopse
A ópera conta a história de Farnace (Pharnaces II, Rei do Ponto). Segundo era hábito na época, o enredo não se preocupa com a veracidade histórica dos fatos narrados. Assim, o destino de Farnace na ópera de Vivaldi é bastante diferente dos fatos reais narrados pelos historiadores. Os três personagens principais, Farnace, Berenice e Pompeu, são grandes antagonistas e confrontam suas ambições políticas e de conquista militar. Alguns críticos  consideram que a profundidade da caracterização dos personagens nesta obra é um dos pontos altos da produção de Vivaldi.

### Ato I
A ação se passa na cidade grega de Heracleia, durante a conquista romanda da Anatólia. Farnace, Rei do Ponto, é filho e sucessor de Mítridates. Ele foi derrotado em batalha pelos romanos e está sitiado em Heracleia, seu último reduto. Para evitar que caiam nas mãos dos inimigos, ordena a sua esposa, Tamiri, que mate o filho deles e cometa suicídio. A mãe de Tamiri, Berenice, rainha da Capadócia, odeia Farnace e mantém um conluio com o vencedor romano, Pompeu, para matá-lo. Os exércitos de Berenice e Pompeu atacam Heracleia, mas Farnace consegue escapar. Berenice impede que Tamiri mate seu filho e cometa suicídio, como havia ordenado Farnace. Mas a chegada das tropas de Pompeu agrava o clima de ódio. Selinda, irmã de Farnace, é mantida prisioneira pelo romano Aquilio que está apaixonado por ela, assim como Gilade, um dos capitães de Berenice. Selinda joga um contra o outro na tentativa de salvar seu irmão.

### Ato II
A rivalidade entre Gilade e Aquilio se agrava, favorecendo os planos de Selinda que, na verdade, pretende rejeitar a ambos favorecendo o irmão Farnace. Berenice ordena a captura de Farnace. Este está prestes a cometer suicídio, acreditando que sua mulher e seu filho já estão mortos. Mas Tamiri aparece e o impede de se matar. Berenice aparece em seguida e ordena a destruição do local onde estava Farnace, mas ele consegue se esconder. Ela, então, encontra a filha, Tamiri, e o neto. Tamiri implora a misericórdia da mãe, mas Berenice repudia sua filha e leva consigo o menino. No palácio real, Selinda pede ajuda a Gilade e, depois de obter os favores dele, oferece essa ajuda a Farnace que havia entrado clandestinamente no local. Mas Farnace não aceita a oferta. Gilade e Aquilio insistem com Berenice, defendendo a sobrevivência de seu neto e herdeiro. Mas a guarda dele é deixada com Aquilio por ordem de Pompeu.

### Ato III
Na planície de Heracleia, Berenice e Gilade reúnem-se a Pompeu e Aquilio que lideram as tropas romanas. Berenice exige de Pompeu a morte do filho de Farnace, oferecendo ao romano metade de seu reino. Tamiri faz a mesma oferta em troca da vida do filho. Selinda consegue de Gilade a promessa de matar Berenice ao mesmo tempo que obtém de Aquilio a promessa de matar Pompeu. Aqulio e Farnace, disfarçado de guerreiro, aparecem ao mesmo tempo junto a Pompeu com o objetivo de matá-lo. A ação falha e Pompeu interroga o guerreiro que apareceu junto dele sem suspeitar que se trata de Farnace. Berenice entra em cena e revela a identidade de Farnace que é preso e, depois, libertado por Gilade e Aquilio. Ambos tentam matar Berenice por considerar que ela é excessivamente cruel. Mas a rainha da Capadócia é salva pelo general romano, que se mostra clemente. A clemência de Pompeu convence Berenice a esquecer seu ódio por Farnace e a rainha, dizendo que sua raiva está aplacada, abraça Farnace como se fosse seu próprio filho. É o tradicional final feliz e todos são poupados.

## Gravações
Em 2002, Jordi Savall gravou esta ópera pelo selo Alia Vox com o Le Concert des Nations durante uma série de apresentações ao vivo no Teatro de la Zarzuela de Madrid, combinando-a com algum material da ópera homônima de François Courselle (conhecido na Itália como Francesco Corselli). Entre os solistas dessa gravação, incluída na série Vivaldi Collection da Naïve, destacam-se Furio Zanasi, Fulvio Bettini e Sara Mingardo.